# Wiljui-Stausee
Der Wiljui-Stausee (russisch Вилюйское водохранилище, Wiljuiskoje Wodochranilischtsche; andere Schreibweisen sind: Viljuj, Vilyuy bzw. Vilyuyskoye o. ä.) ist ein großer Stausee am Lena-Nebenfluss Wiljui in Sibirien (Russland). Die Tschona mündet ebenfalls in den Wiljui-Stausee.
Für den Speicherinhalt des Stausees findet man die Angaben 35.900 und 40.400 Mio. m³ (davon Nutzraum: 22.400 Mio. m³), für die Wasseroberfläche 1200, 2170 oder 2360 km². Mit den jeweils größten Werten errechnet sich daraus eine mittlere Wassertiefe von 17 Metern; die größte Wassertiefe beträgt 60 Meter.
Die Talsperre (⊙) wurde in den 1960er-Jahren unweit der Siedlung Tschernyschewski gebaut; das Wasserkraftwerk war 1976 fertig. Das Absperrbauwerk ist ein Staudamm aus Erd- und Steinschüttmaterial. In dem von Jakutskenergo betriebenen Wasserkraftwerk wird mit acht Turbinen mit einer Gesamtleistung von 680 Megawatt elektrischer Strom produziert.
Aufgrund der unregelmäßigen saisonalen Wasserführung des Wiljui variierte die Stromerzeugung derart, dass Großabnehmer der Elektroenergie des Kraftwerks, die Diamantenminen in Mirny und die angeschlossenen Betriebe, zeitweise die Produktion drosseln mussten.